# Firuz Kazemzadeh
Firuz Kazemzadeh est un historien américain d'origine iranienne, né à Moscou le 27 octobre 1924 et mort le 17 mai 2017.
Il est professeur émérite d'histoire à l'université Yale.

## Biographie

### Origines et formation
Firuz (ou Firouz) Kazemzadeh est né à Moscou où son père était employé à l'ambassade d'Iran.
Après des études primaires et secondaires à Moscou, il s'installe aux États-Unis en 1944 et entre à l'université Stanford où il obtient une maîtrise en arts en 1947.
Il obtient un Ph.D. de l'université Harvard en histoire russe en 1950.

### Carrière
Kazemzadeh enseigne à Harvard de 1954 à 1956. Il s'installe ensuite à Yale où il exerce l'activité de professeur d'histoire jusqu'à sa retraite en tant que professeur émérite en 1992.
Il écrit et coécrit de nombreux livres sur la Russie et l'Iran, ainsi que de nombreux articles et publications académiques.
Entre le 15 mai 1998 et le 14 mai 2003, Kazemzadeh est membre de la Commission des États-Unis sur la liberté religieuse internationale, nommé pour la première fois à ce poste en 1998 par le président Bill Clinton et reconduit en 2001 par le chef de la majorité du Sénat américain, Thomas Daschle.

### Religion
Kazemzadeh était un adepte de la foi baháʼíe et, de 1963 à 2000, il a été membre de l'Assemblée spirituelle nationale des Baháʼís des États-Unis. Il a également été membre du Conseil national baháʼí.